# Norra Fåsjön
Norra Fåsjön är en sjö i Orsa kommun i Dalarna och ingår i Dalälvens huvudavrinningsområde. Sjön har en area på 0,18 kvadratkilometer och ligger 284,8 meter över havet. Sjön avvattnas av vattendraget Fuån.

## Delavrinningsområde
Norra Fåsjön ingår i det delavrinningsområde (677267-144004) som SMHI kallar för Inloppet i Södra Fåsjön. Medelhöjden är 300 meter över havet och ytan är 15,77 kvadratkilometer. Det finns inga avrinningsområden uppströms utan avrinningsområdet är högsta punkten. Fuån som avvattnar avrinningsområdet har biflödesordning 2, vilket innebär att vattnet flödar genom totalt 2 vattendrag innan det når havet efter 316 kilometer. Avrinningsområdet består mestadels av skog (60 procent) och sankmarker (27 procent). Avrinningsområdet har 0,24 kvadratkilometer vattenytor vilket ger det en sjöprocent på 2,1 procent. Bebyggelsen i området täcker en yta av 0,13 kvadratkilometer eller 1 procent av avrinningsområdet.